# Чахармахал і Бахтиарі
Чахармахал і Бахтіарі (перс. چهارمحال و بختیاری — Cahârmahâl o Baxtiyâri) — один з 30 останів Ірану, розташований на південно-заході країни. Межує з останом Ісфахан на півночі і сході, з Хузестаном на заході і з останом Кохґілує і Боєрахмед на півдні. Населення — 842 000 осіб, площа — 16 300 км². Велика частина населення бахтіари, а також перси та кашкайці.
Столиця — місто Шахре-Корд, інші великі міста — Боруджен (50 тис.), Фаррохшехр (30 тис.), Фарсала (27 тис.), Лордеган (24 тис.), Нафшеджан (21 тис.), Шахрекіан (18 тис.), Саман (15 тис.), Джунекан (15 тис.), Фарадонбе (13 тис.), Бен (12 тис.), Гандоман (12 тис.), Суршджан (12 тис.), Бульдаджі (12 тис.), Ардаль (10 тис.).

## Адміністративний поділ
Чахармахал і Бахтіарі ділиться на 6 шагрестанів:
- Ардаль
- Боруджен
- Фарсала
- Кухранг
- Лордеган
- Шахре-Корд

## Економіка
Основні галузі економіки — сільське господарство (рис, овочі), харчова, текстильна, металургійна промисловість, виробництво будматеріалів, енергетика, туризм. У місті Шехре-Корд розташовані: Особлива економічна зона, металургійний завод «Іран Ходро»/«Сайпа».

## Пам'ятки
У місті Шахре-Корд розташований «Дзеркальний зал», в околицях — гірськолижний курорт Бардех і кілька гарних озер. Біля міста Лордеган розташовані пагорби з руїнами епохи Еламу і дубові ліси. Також у провінції розташовані фортеця Самсаам аль-Сальтенех, фортеця-музей Челештар, гробниця Шахсавар, Ханська мечеть, старовинний міст Заманхан, гірськолижні курорти Бабахайдар, Челгерд і Гердехалак, водоспади Аташгах і Кухранг, лагуна Гандоман.